# Зелёный Городок (Архангельская область)
Зелёный Городок — поселок в Холмогорском районе Архангельской области.

## География
Находится в центральной части Архангельской области на расстоянии приблизительно 42 км на юг по прямой от административного центра района села Холмогоры на левобережье реки Северная Двина.

## История
Поселок появился после Великой Отечественной войны. Некоторое время здесь размещался центр Орлецкого леспромхоза (ныне не действует). До 2022 года входил в Ракульское сельское поселение до его упразднения.

## Население
Численность населения: 123 человека (русские 94 %) в 2002 году, 82 в 2010.